# 迪尼定理
在数学中，迪尼定理叙述如下：设 X 是一个致的拓空， {\displaystyle \scriptstyle f_{n}(x)}是 X 上的一个增的实值函列（即使得对任意 n 和 X 中的任意 x 都有{\displaystyle \scriptstyle f_{n}(x)\leq f_{n+1}(x)}）。如果这个函数列逐收到一个连续的函数 f ，那么这个函数列一致收到 f 。这个定理以意大利数学家乌利塞·迪尼命名。
对于的函数列，定理同样成立。这个定理是少数的由逐收可推出一致收的例子之一，原因是由单调性这个更强的条件。
注意定理中的 f 一定要是连续的，否则可以构造反例。比如说在区间 [0,1] 上的函数列 {xn}。这是一个单调递减函数，逐点收敛到函数 f ：当 x 属于 [0,1) 时f(x) 等于 0 ，f(1) 等于 1。但这个函数列不是一致收的，因为 f 不连续。

## 明
我们对单调递增的函数列作证明：对于任意 {\displaystyle \varepsilon >0} ，对每个 n ，设 {\displaystyle \ g_{n}=f-f_{n}} 再{\displaystyle \ E_{n}}使得{\displaystyle \ g_{n}(x)<\varepsilon .} 的{\displaystyle x\in X}。然每{\displaystyle g_{n}} 都连续，于是每个{\displaystyle E_{n}} 都是集（在拓空中，连续函数被定义为使得开集的原像都是开集的函数，可以证明这种定义和一般的连续定义是等价的，而{\displaystyle [0,\varepsilon )}是正实数集中的开集）。函数列{{\displaystyle g_{n}}} 是单调递减的，因此{\displaystyle E_{n}} 是{\displaystyle E_{n+1}} 的子集。又由于 {\displaystyle \ f_{n}} 逐收到 f ，所有（{\displaystyle E_{n}}） 的集是 X 的一个覆。但是 X 是一个集于是存在正整数 N 使得{\displaystyle E_{N}=X}。因此对所有 {\displaystyle n>N}，对所有的 {\displaystyle x\in X}，都有 {\displaystyle 0<g_{n}(x)=f(x)-f_{n}(x)<\varepsilon }，是{{\displaystyle f_{n}}} 一致收于 f 。

## 
- 拓空
- 一致收